# Mémoires d'un moine aventurier tibétain
Mémoires d'un moine aventurier tibétain (en anglais : Adventures of a Tibetan Fighting Monk) est l'autobiographie, publiée en 1986, d'un ancien dob-dob, Tashi Khedrup, un moine tibétain entraîné aux arts martiaux. La version originale, en anglais, a été transcrite par Hugh E. Richardson qui écrivit l'avant-propos de l'ouvrage. La traduction de l'ouvrage en français par Marianne Guénot a été publiée aux éditions Olizane à Genève en 1991 sous le titre Mémoires de Tashi Khedrup, moine aventurier tibétain puis en format poche en 1998 aux éditions Philippe Picquier.

## Résumé
Ce récit décrit la vie d'un moine tibétain d'origine rurale qui finit par devenir un moine combattant ou  dob-dob réputé. Entraîné aux arts martiaux, il assure la sécurité dans un monastère et sert de garde du corps à de grands lamas lors de leurs déplacements au Tibet. L'histoire décrit aussi l'Intervention militaire chinoise au Tibet (1950-1951), le soulèvement tibétain de 1959 et d'autres événements. Tashi Khedrup a protégé la fuite d'un lama en Inde, et a lui-même été contraint à l'exil dans ce pays, puis en Angleterre.
Tashi Khedrup, aussi connu sous le nom de Lhakpa, naît en 1937 à Tshapanang, un village situé à 50 km (deux jours de voyage) de Lhassa en descendant la vallée de la rivière Kyi chu. À l'âge de 4 ans, il devient moine novice au quartier d'habitation ou labrang d'un lama réincarné, Sharpa Tulkou, du collège Mé du monastère de Séra, après que ce lama, réputé pour son habileté médicale, l'eut soigné d'une inflammation de l’œil. 
À la mort du lama, le jeune novice, qui n'a que neuf ans, fait de petits boulots : il s'occupe des chevaux dans les écuries du labrang  où il dort, il vit avec des nomades sur des domaines appartenant au labrang dans la région de Dakpo, au sud de Lhassa,. 
Il est ensuite assistant du gouverneur de Kyirong et intendant d'un domaine de Nyimo appartenant à une famille noble de Lhassa. Il travaille même dans un restaurant pendant quelque temps. 
Peu après le soulèvement tibétain de 1959, il gagne l'Inde où il rencontre David Snellgrove dans le camp de réfugiés de Dalhousie. Tashi Khedrup demande à Snellgrove de lui obtenir une prothèse pour remplacer une de ses jambes perdue après sa fuite. Pour cela, Snellgrove doit l’amener en Angleterre, où Khedrup prend la nationalité anglaise,.
Son autobiographie est une mine d'informations sur la vie, l'économie et les mœurs de Séra et en particulier des moines de rang inférieur.